# Аддамс, Доун
Виктория Доун Аддамс (англ. Victoria Dawn Addams) (21 сентября 1930 года — 7 мая 1985 года) — британская киноактриса.

## Биография
Родилась в Филикстоу, в Англии. Отец — капитан Джеймс Рэмейдж Аддамс, мать — Этель Мэри (в девичестве Хики). Мать умерла, когда Виктория была ещё маленькой, и девочка провела детство в Калькутте, в Индии.
Её природная красота быстро привлекла внимание агентов по поиску талантов. Её кинокарьера началась в 1951 году с роли в фильме «Night into Morning», а вскоре она снялась вместе с Питером Лоуфордом в фильме «The Hour of 13» (1952).
Умерла в Лондоне в 1985 году в возрасте 54 лет от рака лёгкого. Была заядлой курильщицей. Несмотря на сравнительно короткую карьеру, актриса успела поработать с Чарли Чаплином, Фрицем Лангом, снялась в нескольких фильмах ужасов студии Hammer Film у Теренса Фишера и Роя Уорда Бейкера.

### Личная жизнь
Дважды была замужем:
- В первый раз с 1954 по 1971 годы за итальянцем Витторио Эмануэле Массимо, принцем Роккасекки. От этого брака 10 января 1955 года родился сын — принц Стефано Массимо.
- Во второй раз вышла замуж сентябре 1974 года за Джимми Уайта[4].

## Фильмография

### Кинематограф

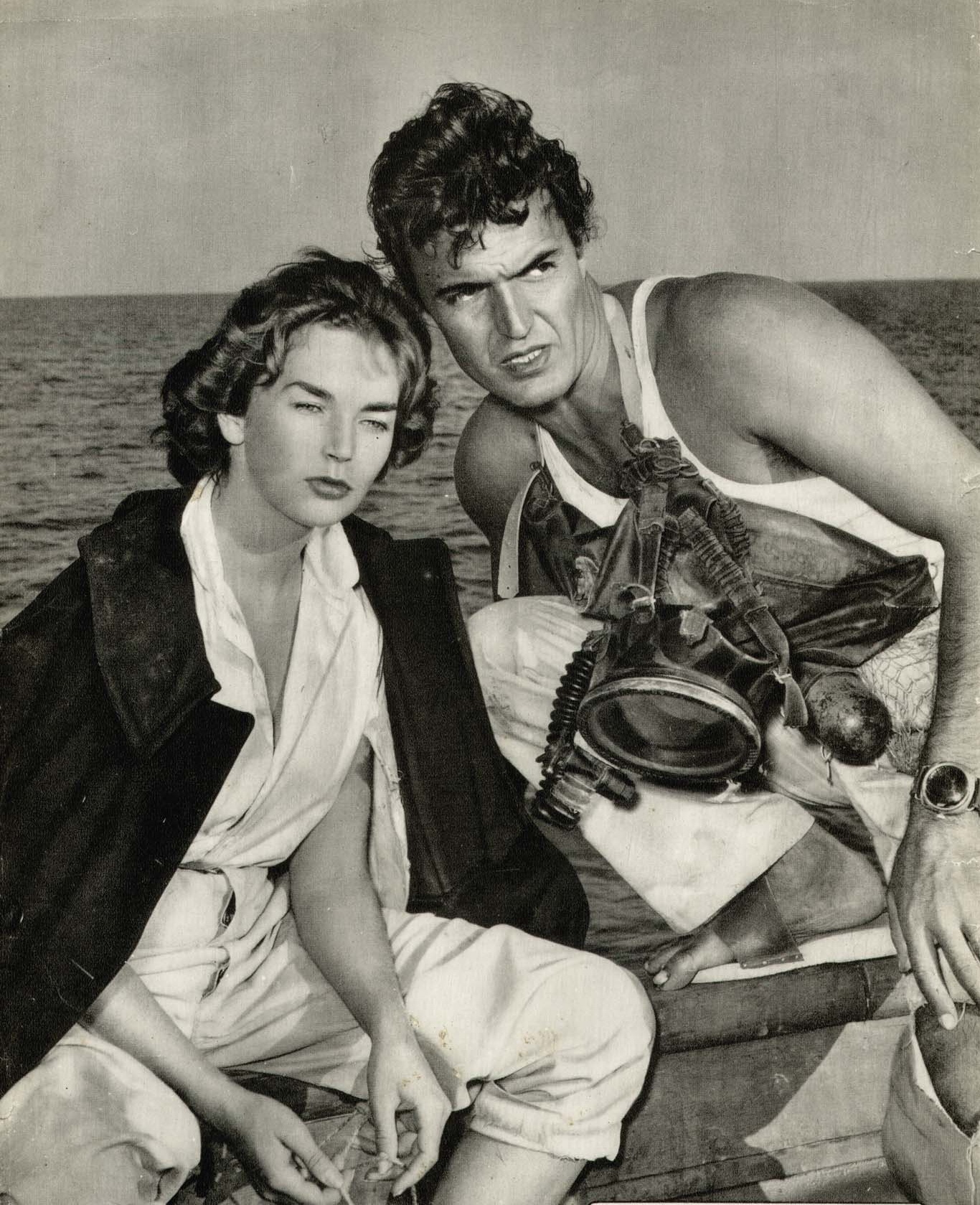
Доун Аддамс и Франко Сильва (Франко Сильва) на съёмках фильма «Мицар», 1953 год

- 1951 — Из ночи в утро ... Дотти Фелпс
- 1951 — Неизвестный человек … Элли Фансворт
- 1952 — Plymouth Adventure (англ.[англ.]) … Patricia Mullins
- 1952 — Поющие под дождём … девушка (в титрах не указана)
- 1952 — The Hour of 13 (англ.) … Jane Frensham
- 1953 — Малышка Бесс … Екатерина Говард
- 1953 — The Moon is Blue … Cynthia
- 1953 — Плащаница … Юлия
- 1953 — Die Jungfrau auf dem Dach
- 1954 — Riders to the Stars … Susan Manners
- 1954 — Mizar (ит.) … Mizar
- 1954 — Return to Treasure Island
- 1954 — Khyber Patrol … Diana Melville
- 1954 — Le Vicomte de Bragelonne … Hélène de Winter
- 1954 — Secrets d’alcôve (фр.) … Janet

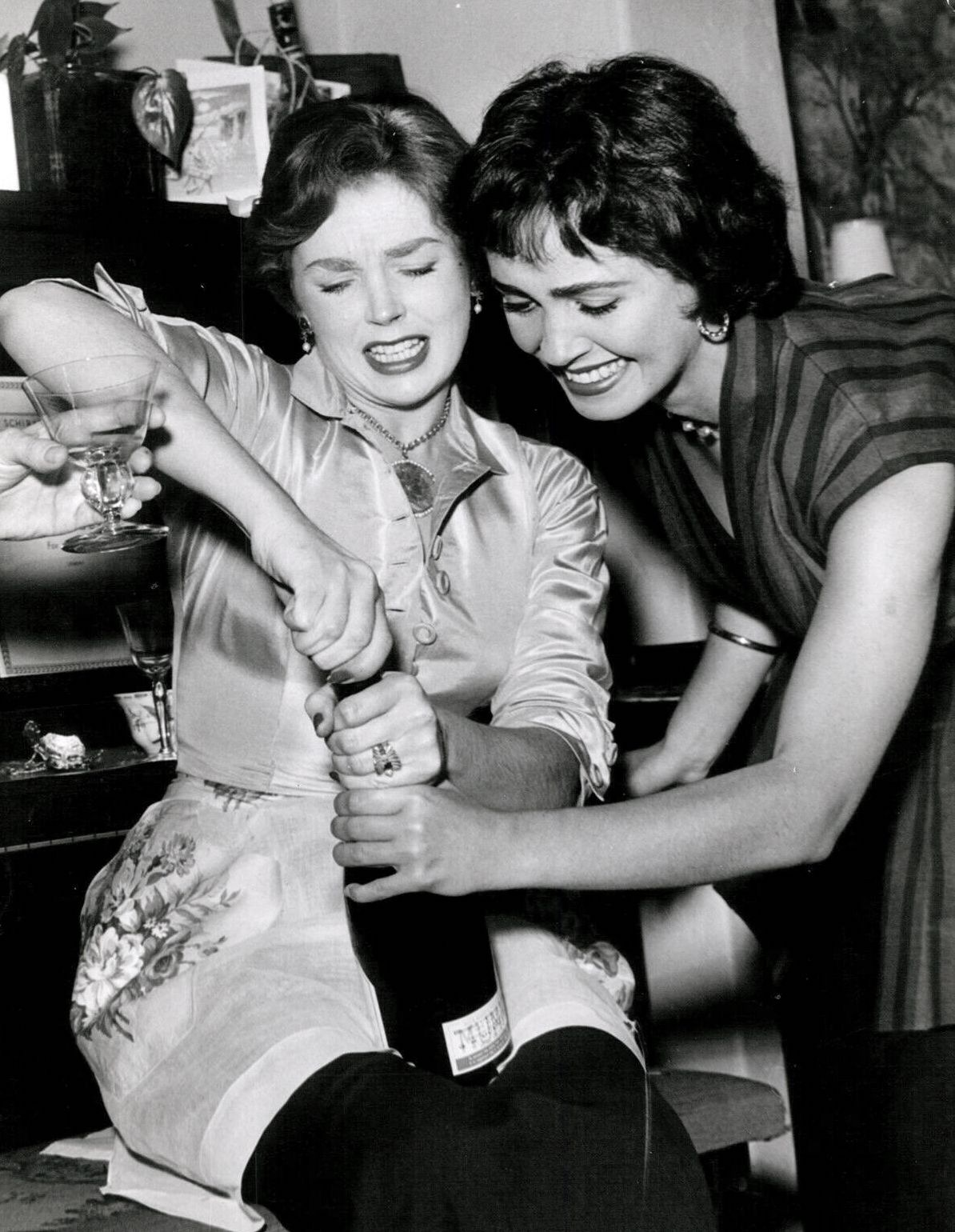
Доун Аддамс (слева) и Сюзан Кэбот, 1953 год

- 1955 — Il tesoro di Rommel … Sofia
- 1955 — I quattro Del Getto Tonante … Жена капитана Рози
- 1956 — Londra chiama Polo Nord / The House of Intrigue … Mary
- 1957 — Король в Нью-Йорке … Энн Кэй
- 1958 — The Silent Enemy (англ.) … Third Officer Jill Masters, W.R.N.S.
- 1959 — Die Feuerrote Baronesse (нем.) … Szaga de Bor
- 1959 — Остров на краю света (фр.), по роману Анри Круза (фр.[фр.]) … Виктория
- 1959 — Pensione Edelweiss … Nadia Rakesy
- 1959 — Бурлаки на Волге / I Battellieri del Volga … Ирина-Татьяна
- 1959 — The Treasure of San Teresa … Hedi von Hartmann (фильм также демонстрировался под названием «Hot Money Girl»)
- 1959 — Secret professionnel (фр.) / Les Fruits du péché … Dr Catherine Langeac
- 1959 — Melodie und Rhythmus … Cameo appearance (uncredited)
- 1959 — Geheimaktion schwarze Kapelle / The Black Chapel … Tila
- 1959 — Voulez-vous danser avec moi? … Anita Flores
- 1960 — Die Zornigen jungen Männer … Irene
- 1960 — Тысяча глаз доктора Мабузе / Die 1000 Augen des Dr. Mabuse … Мэрион Менил
- 1960 — Два лица доктора Джекила / The Two Faces of Dr. Jekyll … Китти Джекил
- 1961 — Follow That Man … Janet Clark
- 1961 — Les Menteurs … Norma O’Brien
- 1962 — L'Éducation sentimentale … Catherine Dambreuse
- 1963 — The 20,000 Pound Kiss … Maxine Hagen
- 1963 — Come Fly with Me … Katie Rinard
- 1963 — Чёрный тюльпан / Le tulipe noire — Катрин дё Вигонь
- 1964 — Ballad in Blue … Gina Graham
- 1966 — Where the Bullets Fly … Felicity 'Fiz' Moonlight
- 1969 — Zeta One … Zeta
- 1970 — Любовницы-вампирши / The Vampire Lovers … Графиня
- 1971 — Sapho ou La fureur d'aimer … Marianne
- 1973 — Склеп ужаса / The Vault of Horror … Инез

### Телевидение
- Сериал «Sherlock Holmes», эпизод The Case of the Careless Suffragette (эфир 28 февраля 1955 года)
- Сериал «Святой» (англ.)
- Сериал «Опасный человек», серия 2, эпизод 8 — «Battle of the Cameras» (эфир в Великобритании 1 декабря 1964 года), в роли Мартины, работающей на эсквайра мистера Кента.
- Сериал «A Room in Town»[5] сентябрь 1970 года с Джорджем Коулом и Паулиной Йэйтс (англ.[англ.]).
- Сериал «Father, dear Father» (1971—1973)